# مارتن موتشمان
مارتن موتشمان (9 مارس 1879 – 14 فبراير 1947) كان النازي القائد الإقليمي ( غوليتر ) من ولاية سكسونيا ( غاو ساكسونيا ) خلال فترة الرايخ الثالث.

## سيرة شخصية
حكم على موتشمان بالإعدام في موسكو وأُطلق عليه الرصاص في 14 فبراير 1947. 

## الجوائز والديكورات
- 1914 Iron Cross 2nd Class [3]
- شارة الجرح باللون الأسود عام 1918، عام 1918 [3]
- 1922 شارة كوبورغ، أكتوبر 1932 [3]
- شارة الحزب الذهبي، 1933 [3]
- ميدالية أنشلس، 1938 [3]
- ميدالية سودينلاند، ص .3939 [3]
- تكريم شيفرون للحرس القديم [3]
- شارة الرياضة لكتيبة العاصفة [3]

## وصلات خارجية
- مارتن موتشمان على موقع مونزينجر (الألمانية)

1. 1 2  filmportal.de | Martin Mutschmann، QID:Q15706812
2. ↑  Ernst Klee, Das Personenlexikon zum Dritten Reich, Frankfurt 2003. ( Biographies of persons of the Third Reich).
3. 1 2 3 4 5 6 7 8  Miller 2017.